# Mount Marquis
Mount Marquis ist ein rund 1700 m hoher Berg im Palmerland auf der Antarktischen Halbinsel. Im südlichen Teil der Du Toit Mountains ragt er 6 km nördlich des Maury-Gletschers, 45 km südsüdwestlich des Dietz Bluff und 43 km westlich des nördlichen Endes von Pullen Island vor der Black-Küste auf.
Der United States Geological Survey kartierte ihn anhand eigener Vermessungen und Luftaufnahmen der United States Navy aus den Jahren von 1966 bis 1969. Das Advisory Committee on Antarctic Names benannte ihn 1991 nach Peter Timothy Marquis (* 1956), der an der gemeinsamen Erkundung dieses Gebiets durch den United States Geological Survey und den British Antarctic Survey von 1986 bis 1987 beteiligt war.